# Daisuke Ishiwatari
Daisuke Ishiwatari (石渡 太輔, Ishiwatari Daisuke, nascido no dia 14 de agosto de 1973, em Joanesburgo), é um desenvolvedor de jogos de vídeo game,  ilustrador, músico, compositor e ator de voz. Ele foi reconhecido principalmente ao criar o jogo de luta 2D Guilty Gear, o qual desenhou os personagens, elaborou o enredo e compôs a música. Ele também é o responsável pela voz dos personagens Sol Badguy e Order-Sol (ambos da série Guilty Gear), assim como Freed Velez do jogo Battle Fantasia.

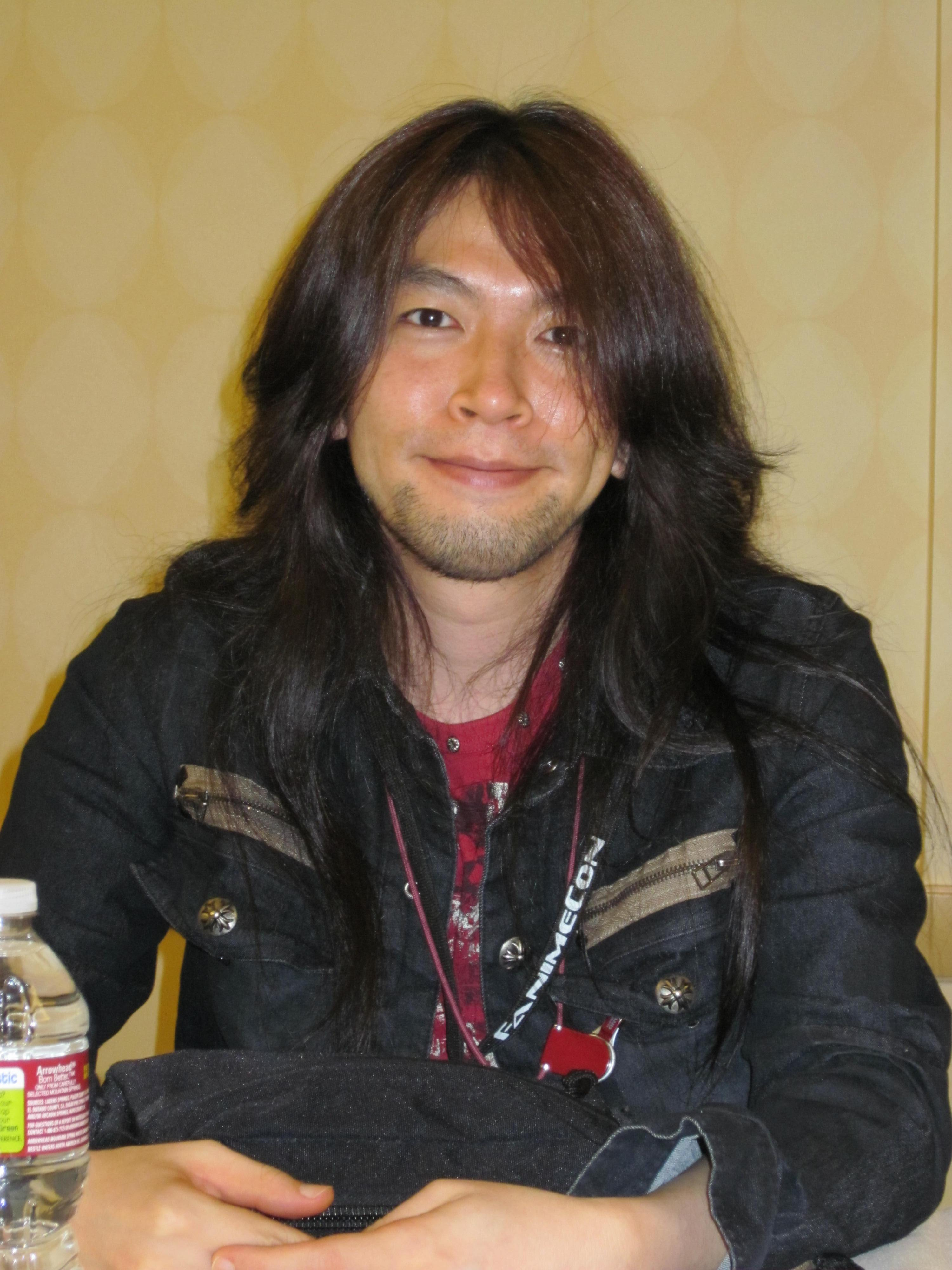
Ishiwatari na FanimeCon de 2010

Ishiwatari trabalhou com a Arc System Works durante a criação do primeiro jogo de Guilty Gear logo após ter saído da escola. Junto de Yoshihiro Kusano, Daisuke compôs a música para o jogo BlazBlue, e também pintou os retratos dos personagens na tela de seleção da sequência, Continuum Shift. Ishiwatari também compôs a música de Hard Corps: Uprising.
Daisuke Ishiwatari é classificado como um compositor do gênero metal e rock.  Suas composições,  encontradas na sua série principal, Guilty Gear,  não apresentam letras,  mas o trabalho instrumental (principalmente das guitarras) é bastante elaborado, assim como em BlazBlue. Daisuke já esteve em álbuns ao vivo, tais como Guilty Gear XX in Los Angeles e Guilty Gear XX in NY, aonde muitas músicas incluíram a entrada de vocais, assim como nos três álbuns tocados pela banda japonesa Lapis Lazuli. Ele tem como influências bandas como Iron Maiden, Guns N' Roses e principalmente Queen, sua banda favorita.

## Produções
- Série Guilty Gear (ilustração, criação e música)
- Sangokushi Taisen DS (design original de Ba Tai)
- Dimension Zero (ilustração)
- BlazBlue (diretor de som)
- Hard Corps Uprising (design e música)

## Aparições

### Jogos
- Série Guilty Gear (voz de Sol Badguy e Order-Sol)
- Battle Fantasia (voz de Freed Velez)

### Rádio
- Cafe Arc
- Guilty Gear Web Radio
- Isotchi no Shūkan Shakishaki (convidado)
- Impress TV (convidado)
- BlueRadio (terceiro convidado)
- Zoku - BlueRadio (convidado)

## Discografia

### Álbuns
- Guilty Gear X Blazblue OST Live (2011)
- BlazBlue Song Accord #2 with Continuum Shift II (2010)
- BlazBlue Song Accord #1 with Continuum Shift (2009)
- BlazBlue: Calamity Trigger Original Soundtrack ~Bonus Discs~ (2009)
- BlazBlue: Calamity Trigger Original Soundtrack ~Consumer Edition~ (2009)
- Guilty Gear XX Λ Core - Secret Gig （2008）
- Aksys Games 2008 Promotional CD （2008）
- BlazBlue: Calamity Trigger Original Soundtrack (2008)
- Guilty Gear 2 Overture Original Soundtrack Vol. 1 （2007）
- Guilty Gear 2 Overture Original Soundtrack Vol. 2 （2008）
- Guilty Gear Isuka Original Soundtrack （2004）
- Guilty Gear Original Sound Collection （1998）
- Guilty Gear Series Best Sound Collection （2003）
- Guilty Gear Sound Complete Box (2005）
- Guilty Gear X Heavy Rock Tracks ~ The Original Soundtrack of Dreamcast （2001）
- Guilty Gear X Original Sound Track （2000）
- Guilty Gear X Rising Force Of Gear Image Vocal Tracks -Side. I ROCK YOU!!- （2001）
- Guilty Gear X Rising Force Of Gear Image Vocal Tracks -Side. II SLASH!!- （2001）
- Guilty Gear X Rising Force Of Gear Image Vocal Tracks -Side. III DESTROY!!- （2001）
- Guilty Gear XX in L. A.  Vocal Edition （2004）
- Guilty Gear XX in N. Y Vocal Edition （2004）
- Guilty Gear XX Original Soundtrack （2002）
- Guilty Gear XX Sound Alive （2003)
- Hard Corps Uprising Original Soundtrack (2011)